# 内田康夫DSミステリー 名探偵・浅見光彦シリーズ「副都心連続殺人事件」
『内田康夫DSミステリー 名探偵・浅見光彦シリーズ「副都心連続殺人事件」』（うちだやすおディーエスミステリー めいたんてい・あさみみつひこシリーズ ふくとしんれんぞくさつじんじけん）は、ディースリー・パブリッシャーから2009年2月26日に発売された、ニンテンドーDS用ゲームソフト。

## 概要
内田康夫の人気シリーズ小説「浅見光彦シリーズ」をオリジナルストーリーでゲーム化。タイトルにもあるように、東京メトロ副都心線が浅見たちの移動経路として頻繁に登場する。
メインシナリオ「副都心連続殺人事件」は、バッドエンドなどを含めて10個のエンディングが用意されている。そのほかに、それぞれの登場人物にスポットを当てたおまけシナリオを10本収録。

## ストーリー
Y自動車社員の千川秋彦が、自宅のベッドの上で服毒死していた。警察は彼の死を自殺と判断したが、納得のいかない一人娘の真冬は浅見に父の死の調査を依頼。調査を進めていくうちに、3か月前に秋彦と同期の社員も殺されていたことが判明。彼らの遺した手がかりを追っていく浅見だったが、やがて第3の殺人が起こる。

## 登場人物

### シリーズキャラクター
浅見光彦（声：羽多野渉）
浅見陽一郎（声：大塚明夫）
浅見雪江（声：谷育子）
吉田須美子（声：小清水亜美）
軽井沢のセンセ（声：小川真司）
藤田編集長（声：一馬芳和）

### オリジナルキャラクター
カメラマン
雑誌「旅と歴史」の専属風景カメラマン。藤田編集長から浅見と一緒に千川用水の取材するよう頼まれるが、浅見と共に事件の調査をするようになる。
プレイヤーの視点となるキャラクターで、名前はゲームの最初に自由に設定可能。性別設定はできないが、男女どちらを想定しても違和感のない語り口になっている。
千川 秋彦（せんかわ あきひこ）（声：斉藤次郎）
Y自動車営業部に勤務。妻には先立たれ、娘と二人暮らし。就寝前に飲む鼻炎薬に混入された毒によって死亡。
千川 真冬（せんかわ まふゆ）（声：小寺麻未）
秋彦の一人娘で、事件の依頼人。父の死体の第一発見者。父の死が自殺と判断されたことに納得がいかず、浅見に調査を依頼。
中森 文宏（なかもり ふみひろ）（声：一馬芳和）
Y自動車経理部に勤務。3か月前に空き巣によって殺害される。
皆口 隆夫（みなぐち たかお）（声：金野潤）
Y自動車営業部に勤務。秋彦や中森とは同期。
轟 虎之助（とどろき とらのすけ）（声：斉藤次郎）
Y自動車の常務で、皆口の上司。部下からの信頼は厚く、「ロッキー」という愛称で親しまれている。
鷹尾 笙子（たかお しょうこ）（声：原田ひとみ）
タカオ電化秘書課に勤務。電車内で酔っ払いに絡まれているところを浅見たちに助けられる。浅見シリーズの大ファン。
鷹尾 琴美（たかお ことみ）（声：赤池裕美子）
笙子の母親。浅見シリーズの大ファン。
鷹尾 龍彦（たかお たつひこ）（声：澤田将考）
笙子の父親で、タカオ電化の社長。その割に威厳はあまりない事を自覚している。
中森 文子（なかもり ふみこ）（声：赤池裕美子）
地下鉄千川駅の売店の店員。中森の実の母親だが、彼を施設に預けたきり息子がどうしているのかを知らない。
塚本（つかもと）（声：澤田将考）
原宿警察署の刑事。事件現場に現れた浅見を半ば強引に逮捕する。
友地（ともぢ）（声：金野潤）
原宿警察署の刑事。塚本と一緒に行動している若手刑事。

## スタッフ
- 原作：浅見光彦倶楽部
- 監修：内田康夫